# Стефан Томов
Стефан (Матев) Томов е български методистки проповедник, учител и преводач.

## Биография
Роден е на 12 (25) март 1850 г. в Котел в будно и заможно семейство, свързано с овчарството и търговията с вълна. Учи в родния си град до 1862 г. Когато първите методистки проповедници в Северна България, американците д-р Лонг и д-р Претиман посещават Котел през 1861 г., те отсядат в къщата на вуйчо му, хаджи Стоил Бонев. Стефан им е представен и д-р Лонг, останал с много добри впечатления, съдейства за приемането му със стипендия в английския протестантски колеж „Сейнт Джулиън“ на остров Малта. (тогава „Робърт колеж“ още не е открит). Той започва учението си там през октомври 1862 г., завършва го през юли 1865 г. През септември 1865 г. влиза в Робърт колеж в Цариград, където завършва през 1869 г. с отличие.
Заема се с учителстване в Ямбол, където е препоръчан от П. Р. Славейков (учебната 1869/70 г.) и в родния Котел (1870/71 и 1871/72 г.) След това става секретар в английската болница в Галата, Цариград. на 12 март 1873 г. В края на 1874 г. заминава за Америка, за да продължи образованието си, и в началото на 1875 г. постъпва в Методистката теологическа семинария „Дрю“ в град Медисън, щата Ню Джърси, близо до Ню Йорк, която завършва през 1877 г. като бакалавър по богословие (Bachelor of Divinity). Според официалната история на семинарията от Кънингам, Стефан Томов е на първо място сред полиглотите – знае 8 съвременни езика: български (родния), турски, гръцки, румънски (научени още в българския му период), английски, италиански и арабски (в Малта) и руски (в Робърт колеж, където усъвършенства и английския и др.) По-късно превежда и от френски, който явно също знае.
От септември 1877 г. до декември 1878 г. работи като пастир и проповедник в методистка църква в Гилбертън, Пенсилвания, след което се връща в родината.
В България се завръща в края на 1878 г. и още в началото на 1879 г. е назначен като пастор в Търново. Присъства на заседанията на Учредителното събрание като преводач на кореспондента на в. „Таймс“, Грант, следи разискванията и се среща с много от главните участници, за което по-късно пише спомени. След това работи като проповедник, пастор и учител в Американското научно-богословско училище в Свищов, където в периода 1885 – 1887 г. е учител на Петър Дънов. По-късно той и Йордан Икономов написват неговата препоръка за прием в семинарията „Дрю“.
По времето на княз Батенберг е поканен да заеме министерски пост, но отказва, защото се е посветил на Христос: „Аз съм Негов министър (служител)!“
През май 1884 г. в Цариград се оженва за сестрата на съученика си от семинарията „Дрю“ Йордан Икономов – Адомица. Баща е на проф. Тома Ст. Томов.
Когато през 1994 г. училището в Свищов е запалено, Методистката конференция взима решение то да се премести в Русе с директор Стефан Томов. По-нататък той работи и в Шумен и Варна.
Стефан Томов не прекъсва връзките си с Америка – пише и публикува свои трудове там (напр. статията „Доктрината на панславизма“ в сп. „Методистки преглед“, 1892).
В продължение на десетилетия превежда духовни книги от английски на български. Някои от тях са: „Съкратено богословие“, „Животът на Джон Уесли“, „Християнско кръщение“ и др. Редактирал е сп. „Християнски свят“ в продължение на 15-ина години. Бил е дълги години редовен сътрудник и 4 години член на редакционния комитет на вестник „Зорница“.
През време на войните, като цензор в Главата квартира, Томов превежда от български на английски редица книги в защита на българската национална кауза: „Истината за Македония“ от Д. Мишев, „Политическата съдба на Добруджа след Берлинския конгрес“ и „Историческите права на България върху Добруджа“ от Милан Д. Марков (издадени в Лозана и Берн), „Мемоарът от представителите на Централния Добруджански Народен съвет до представителите на държавите, призвани да въдворят мир между народите“, а от френски на английски – „A Lecture on Bulgaria before the Sociological Socety of Paris“ от Жорж Буске.
Оставя в ръкопис съчиненията „Биография на д-р Лонг“; „История на евангелизма в Северна България“ и „Спомени“.
Характерна негова черта е, отбелязва М. Ж. Марков, че не е сектант и за всички църкви дава психологическо обяснение за съществуване, обича и тачи православната църква като народна, а за П. Дънов, чийто учител е бил, и учението му, дава най-симпатични отзиви, както за петдесетниците и пр. През 1924 г. все пак пише критична към учението на Дънов статия в сп. „Християнски свят“.
Умира на 24 април 1937 г. в София.